# Albert Doyen
Albert Doyen (Vendresse, Regió de les Ardenes, 3 d'abril de 1882 - París, Illa de França, 22 d'octubre de 1935) fou un compositor i director d'orquestra francès. Durant divuit anys dirigí més de dos-cents concerts de les Fétes du Peuple, en el Trocadero de París, de les que era el principal animador. Compongué Les noces de la Terre et du Soleil, Chant du Midi, Le chant d'Isale, Prophète, Ahasvérus, le juif errant, Les voix du Vieux Monde, entre d'altres.